# Marcelo Lipatín
Marcelo Lipatín (født 28. januar 1977) er en tidligere uruguayansk fodboldspiller.